# Горица (Новоселци)
Горица (на гръцки: Γκορίτσα Νερόμυλους) е антично укрепено селище над мъгленското село Новоселци (Неромили), Гърция.

## Местоположение
Останките от селището са открити на хълма Горица, разположен северно от Новоселци, на левия бряг на Мъгленица (Могленицас). На другия бряг на реката, в землището на Продром, има хълм също наречен Горица (Малка Горица), на който е открито гробище от желязната епоха.

## Описание
В района на Горица са открити монети, керамика, фигурки, надгробна плоча на Касандра и вотивна плоча, служеща за олтар. В пространството обградено от крепостните стени са открити следи от покриви, складове, работилници и религиозни сгради, сгради с мозаечен под от III век. Сред най-интересните находки са глава на женска фигурка, бронзова фибула, релефен съд, напълно запазена маслена лампа от III век, пръстени тежести с обозначения, глинена култова фигурка на змия, керемиди с надписи и част от калъп за релефни елинистически съдове.
Селището е било развито още в късния елинистически период – края на IV – I век пр. Хр, като има данни, че е съществувало и в късната класика (IV век пр. Хр.). Първият археологически изследовател на Мъглен Николаос Пападакис пише в 1913 година, че е имало археологически останки и керамика, датираща в V век пр. Хр. В 1916 година обаче по време на Първата световна война хълмът е използван от френската армия и значителна част от останките са унищожени. В 1994 година селището пострадва и от иманяри.
В 1996 година археологическите обекти на двете Горици са обявени за защитен археологически паметник.